# Candoscrupocellaria disconveniens
Candoscrupocellaria disconveniens is een mosdiertjessoort uit de familie van de Candidae. De wetenschappelijke naam van de soort is voor het eerst geldig gepubliceerd in 1996 door d'Hondt & Gordon.